# Медянка (приток Малой Медяны)
Медянка — река в России, протекает в Нижегородской области. Правый приток реки Малая Медяна.

## География
Река берёт начало северо-восточнее села Алферьево Сеченовского района. Течёт на северо-восток через населённые пункты Сеченово, Красное, Красный Остров и Красная Горка. Устье реки находится в 16 км по правому берегу реки Малая Медяна. Длина реки составляет 39 км. Площадь водосбора 198 км².

## Данные водного реестра
По данным государственного водного реестра России относится к Верхневолжскому бассейновому округу, водохозяйственный участок реки — Сура от устья реки Алатырь и до устья, речной подбассейн реки — Сура. Речной бассейн реки — (Верхняя) Волга до Куйбышевского водохранилища (без бассейна Оки).
Код объекта в государственном водном реестре — 08010500412110000039333.